# Zeche Vereinigte Gibraltar Erbstollen
Die Zeche Vereinigte Gibraltar Erbstollen war ein Steinkohlenbergwerk im Bochumer Stadtteil Stiepel am Kemnader See. Die Zeche ist aus einer Konsolidation der Zeche Hagensieperbank mit der Zeche Gibraltar Erbstollen entstanden.

## Geschichte

### Die Anfänge
Die Zeche lässt sich auf das Jahr 1786 zurückführen, in dem durch das Königliche Oberbergamt Dortmund die Genehmigung zum Kohlenabbau  erteilt wurde. Ein ab 1830 aufgefahrener etwa 2000 Meter langer Erbstollen diente insbesondere dem Kohletransport zur Ruhr und der Entwässerung der Grubenbaue. Am 18. März 1865 erfolgte die Konsolidation des Stollentriebes Hagensieperbank mit der Zeche Gibraltar Erbstollen der Berechtsame Eisensteinfeld Oberruhr zur „Zeche Vereinigter Gibraltar Erbstollen“. Dadurch verlor der Stollenbetrieb im Lottental seine Funktion und wurde aufgegeben. Die gesamte Berechtsame umfasste 5 Geviertfelder. Im Jahr 1867 war das Bergwerk in Betrieb, es war ein Schacht vorhanden. Im Jahr 1874 wurde das Bergwerk in Fristen gesetzt und ab dem Jahr 1876 wieder in Betrieb genommen.

### Die weiteren Jahre
Im Jahr 1879 wurde das Bergwerk erneut in Fristen gesetzt und im Jahr 1883 wurde die Zeche Vereinigte Gibraltar Erbstollen stillgelegt. Im Jahre 1919 wurde das Bergwerk erneut in Betrieb genommen und ein Förderstollen aufgefahren. Der Stollen befand sich am Nordufer des Kemnader Stausees, vermutlich handelt es sich hierbei um den bereits vorhandenen aber verfallenen Erbstollen, der aufgewältigt wurde. Das Grubenfeld hatte eine Ausrichtung von 1500 Metern streichend und 450 Metern querschlägig. Im Jahr 1920 waren zwei Tagesüberhauen in Betrieb, die Teufe bis zur Wettersohle betrug 100 Meter. Im Jahr 1921 wurde begonnen, einen seigeren Förderschacht am Nordufer des Kemnader Stausees zu teufen. Im Jahr 1922 erreichte der Förderschacht eine Teufe von 234 Metern. Die tiefste Sohle lag bei einer Teufe von 200 Metern (−127 Meter NN), im gleichen Jahr wurde mit der Förderung begonnen. Die Zeche erreichte zu dieser Zeit ihre höchste Leistungsfähigkeit. Die Abwetter wurden durch mehrere Tagesüberhauen abgewettert. Im Jahr 1924 wurde im Stollenbetrieb zusätzlicher Unterwerksbau betrieben. Am 15. August des Jahres 1925 wurde die Zeche Vereinigte Gibraltar Erbstollen endgültig stillgelegt und soff ab. Im Jahr 1928 kam es zur Konsolidation mit der bereits 1904 stillgelegten Zeche Glückswinkelburg.

## Förderung und Belegschaft
Die ersten bekannten Förderzahlen des Bergwerks stammen aus dem Jahr 1867, es wurden 1046 Tonnen Steinkohle gefördert. Im Jahr 1869 wurden 628 Tonnen Steinkohle und eine nicht näher bezifferte Menge Erz gefördert. Die ersten bekannten Belegschaftszahlen des Bergwerks stammen aus dem Jahr 1872, damals waren acht Bergleute auf dem Bergwerk beschäftigt, die eine Förderung von 174 Tonnen erbrachten. Im Jahr 1919 wurden mit 80 Bergleuten 6764 Tonnen Steinkohle gefördert. Im Jahr 1920 stieg die Förderung auf 50.858 Tonnen Steinkohle; diese Förderung wurde mit 270 Bergleuten erbracht. Die maximale Förderung der Zeche wurde im Jahr 1922 mit 548 Bergleuten erbracht, es wurden 117.792 Tonnen Steinkohle gefördert. Die letzten bekannten Förder- und Belegschaftszahlen des Bergwerks stammen aus dem Jahr 1925, als mit 320 Bergleuten 67.834 Tonnen Steinkohle gefördert wurden. Bei den in den 1920er Jahren geförderten Steinkohlen handelte es sich bereits um sogenannte Esskohlen.

## Nutzung in der NS-Zeit

Das Duesterberg-Haus, 8. März 1933

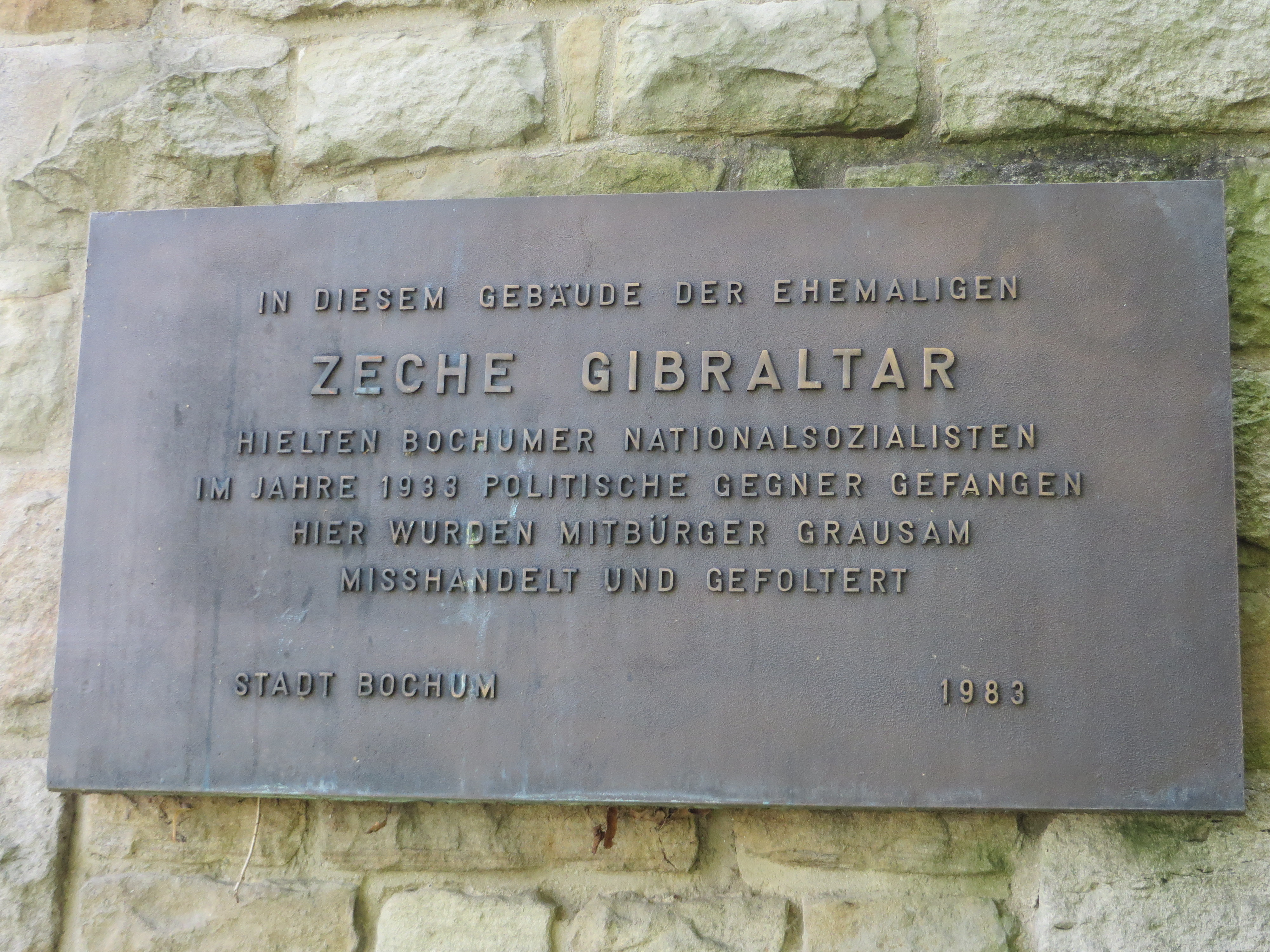
Gedenktafel für die Folteropfer der Nationalsozialisten

Schon am 18. August 1929 zog der paramilitärische Stahlhelm-Bund, welcher der demokratiefeindlichen Deutschnationalen Volkspartei (DNVP) nahestehend war, in das leerstehende Betriebsgebäude ein. Es bekam den Namen Duesterberg-Haus – nach Theodor Duesterberg, einem Bundesführer der Vereinigung. Das Gebäude wurde ferner ein Sitz des Reichsarbeitsdienstes, der hier ab dem 8. März 1933 ein Führerschulungslager einrichtete.
Anfang 1933 hatte die Bochumer SA-Standarte 17, unter ihren berüchtigten Führer Otto Voß, den Gebäudekomplex in ihrer Verfügungsgewalt. In den ersten Monaten nach der Machtübergabe wurde das Gebäude der Zeche Gibraltar als wildes KZ benutzt. Damit gehört es zu einer Reihe von frühen Konzentrationslagern, die im März 1933 eingerichtet wurden. Politische Gegner, unter anderem Gewerkschafter und Sozialdemokraten, wurden teilweise monatelang auf dem Gelände gefangengehalten und gefoltert. Daneben wurden sie auch zu Schwerstarbeiten herangezogen, Es soll zeitgleich für bis zu 250 politischen Gegner genutzt worden sein. Der Gemeindevorsteher von Querenburg, August Bahrenberg, starb an den Folgen der in der Zeche Gibraltar erlittenen Folter am 3. Mai 1933 im Alter von 53 Jahren. Schlimm erging es auch dem Vorsitzenden der Ruhrknappschaft, Fritz Viktor, der eines morgens auf der Straße verhaftet und nach Gibraltar gebracht wurde. Sein Körper war nach der dortigen Folter nur noch „eine blutige Masse“.
Hans Mugrauer (1899–1975), ein Bergmann und Gewerkschaftssekretär, berichtete:
„Wem die Nazis ganz übel mitspielen wollten, den verschleppten sie nach Gibraltar – bald ein gefürchtetes Wort! Es handelte sich um eine stillgelegte, kleine Schachtanlage im südlichen Teil Bochums, die als SA-Kaserne und Folterkammer genutzt wurde.“
Mugrauer floh für viele Jahre ins Ausland. Der Gewerkschafter und SPD-Abgeordnete Franz Vogt, berichtete:
„Fast jede Nacht wurden Sozialdemokraten, Kommunisten, Freigewerkschaftler aus den Wohnungen geschleppt, in dem SA-Heim auf der Kanalstraße (Plutogaragen) entsetzlich gefoltert oder in die verfallenen Gänge der Zeche Gibraltar, einer alten Stollenzeche, geschleppt und dort grausam misshandelt."“
Die Bochumer SA weihte hier am 11. Juni 1933 ihre Führerschule ein. Die Eröffnung erfolgte unter großer Beteiligung von Parteimitgliedern, Honorartoren und vielen Besuchern. Es fand auch ein Feldgottesdienst statt, sogar ein Bus-Shuttle-Service wurde eingerichtet. Auch später wurde in Artikeln über die Einrichtung berichtet. Es wurde sogar Ausflüge von Vereinen zu der SA-Führerschule unternommen.
Es ist nicht eindeutig klar, wie lange in Gibraltar Personen interniert waren. Einige Zeitzeugen sprachen davon, dass mit der Eröffnung der SA-Führerschule das Internierungslager aufgelöst wurde. Andere gaben an, dass es bis Ende 1933 oder Februar 1934 Benutzung war. Zu dieser Zeit wären einige Personen entlassen worden, die anderen in die neu eingerichteten Konzentrationslager ins Emsland gebracht.
Am 3. Mai 1984 enthüllte Oberbürgermeister Eikelbeck eine Gedenktafel, die an die Nutzung der Zeche als Gefangenenlager und Folterstätte erinnert. Zur Ergänzung wurde im Januar 2023 eine Informationsstele mit der Geschichte der Zeche als Folterort der SA aufgestellt.

## Nachnutzung

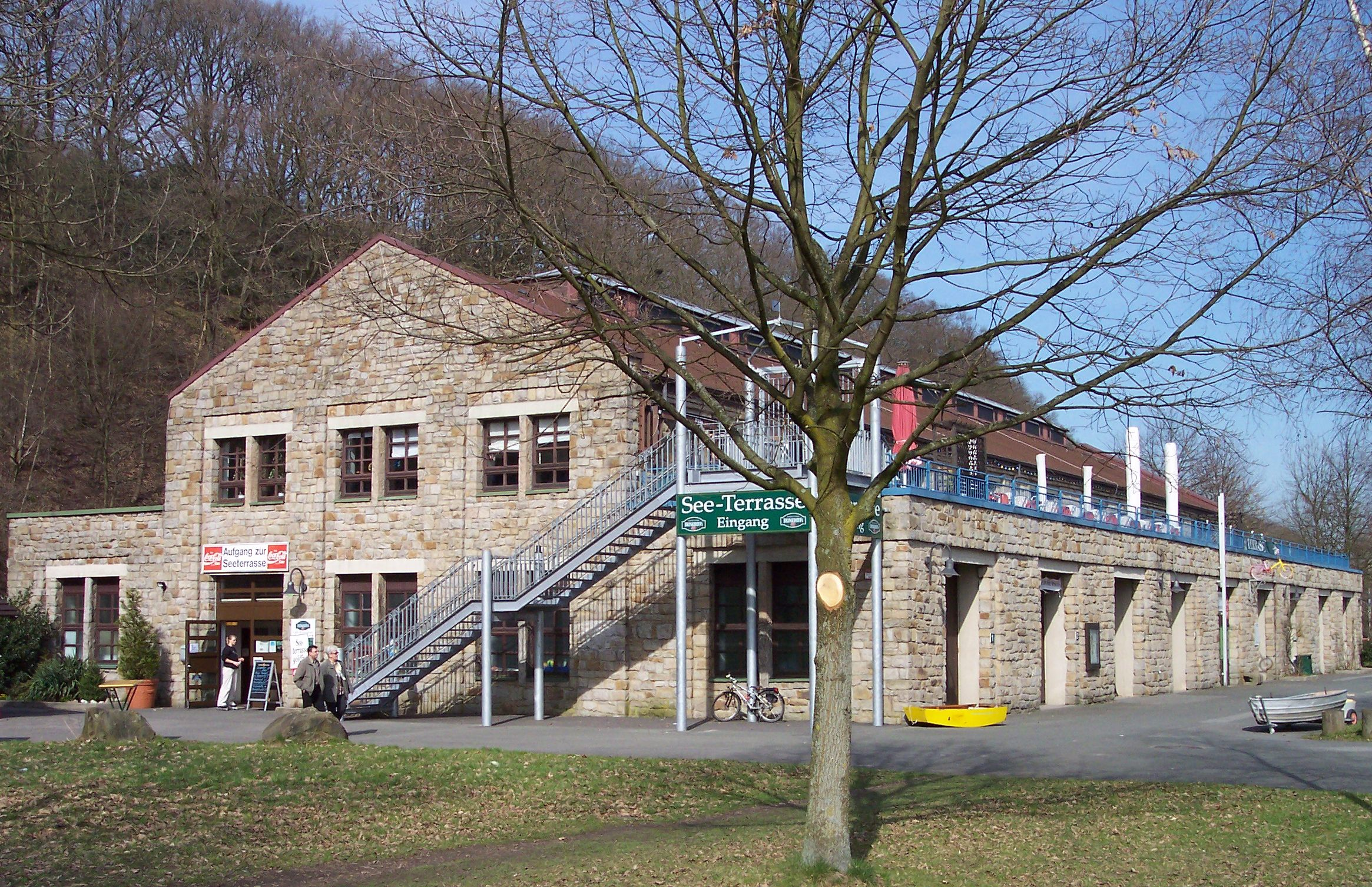
Zeche Gibraltar

Mindestens bis Mai 1957 bestand im Hauptgebäude das Flüchtlingsheim Notlager Gibraltar für zuletzt 150 Menschen. Weiterhin befand sich eine Riemenfabrik auf dem Gelände. Im Jahr 1965 wurde die Berechtsame von der Zeche Herbede übernommen.

## Was geblieben ist

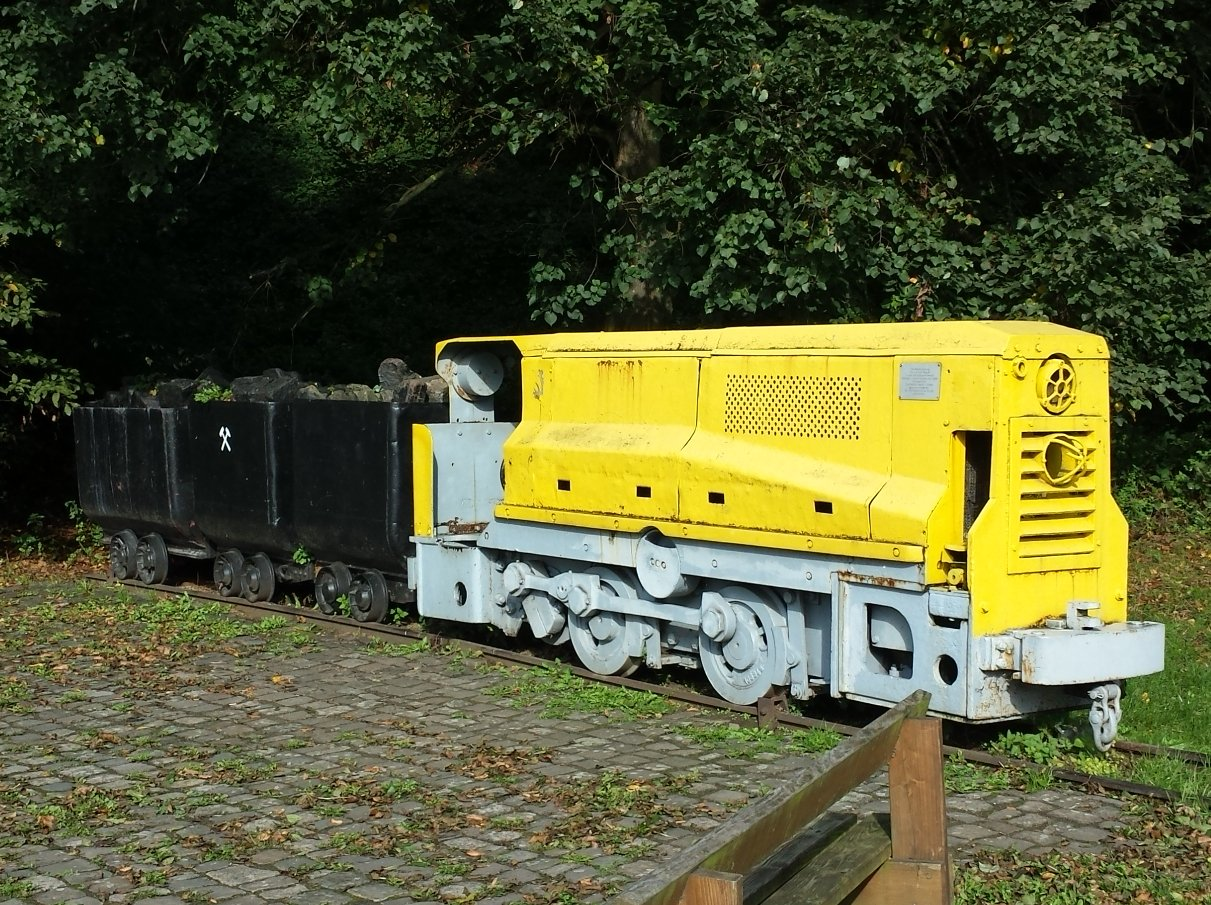
Ehemalige Grubenlok der Zeche Gibraltar

Heute steht nur noch das Hauptgebäude der Anlage. Nach einer aufwendigen Renovierung, abgeschlossen 1984, befinden sich hier das Bootshaus der Fakultät für Sportwissenschaft der Ruhr-Universität Bochum und eine Gaststätte. Eine Gedenktafel erinnert an die jüngere Vergangenheit. Zwischen Zechengebäude und Stollenmundloch steht eine restaurierte ehemalige Grubenlokomotive aus der Zeche mit drei Loren als Denkmal. Seit März 2014 wird die Zeche auch in der Route der Industriekultur, Themenroute Bochum aufgeführt.
Seit April 2021 ist in der oberen Etage eine Eventlocation angesiedelt, deren Inhaberin in der Vergangenheit enge Kontakte zur Nazi-Szene in Nordrhein-Westfalen unterhielt.

## Lage
- Anschrift: Bootshaus der Ruhr-Universität, Oveneystraße 71, 44797 Bochum